# Таміка мадагаскарська
Та́міка мадагаскарська (Cisticola cherina) — вид горобцеподібних птахів родини тамікових (Cisticolidae). Мешкає на Мадагаскарі і на Сейшельських островах. Утворює надвид з тамариксовими і віялохвостими таміками.

## Опис
Довжина птаха становить 11 см, вага 8-11 г. На спині, голові і крилах коричневі смужки, нижня частина тіла білувата. Існють дві морфи: представники одної коричнюваті, а другої — світло-сірі.

## Поширення і екологія
Мадагаскарські таміки мешкають на Мадагаскарі та на островах Астов і Космоледо (Зовнішні Сейшельські острови). Вони живуть в різноманітних відкритих середовищах, що включають в себе савани, луки, болота, пасовища, чагарники, узлісся і лісові галявини, а також рисові поля на висоті до 2000 м над рівнем моря. Це осілий вид птахів.